# 노동자의 태양
"노동자의 태양"(Sun Of Labor, 편의점 야간 파트타이머의 고통)은 한국에서 제작된 늘샘 감독의 2009년 영화이다.